# Gyopáros-barlang
A Gyopáros-barlang a Duna–Ipoly Nemzeti Parkban lévő Pilis hegységben, a Nagy-Kevélyen található, kis méretű, dolomitban kialakult barlang. Sűrűn látogatott, népszerű turista látnivaló. Turista útikalauzokban is ismertetve van.

## Leírás
Az Országos Kéktúra kék sáv jelzésű turistaútjának, amelynek ez a szakasza a Redlinger Adolf út nevet viseli és régebben Szódás út volt a neve a közvetlen közelében található, a turistaúttól keletre. A Pilisborosjenőről a Kevély-nyeregbe vezető sárga sáv, valamint a zöld sáv jelzésű turistaút is itt halad el. A Nagy-Kevély sziklás, messziről is szembetűnő, meredek oldalában nyílik, egy nyolc méteres sziklafal tövében. A turistaútról kijárt ösvény vezet fel hozzá. Az ösvényen 25 méter után és 12 méter szintemelkedés leküzdésével érhető el. A csúcstól körülbelül 400 méterre, nyugat–északnyugatra van. A Kevély-nyergi turistaház körülbelül 350 méterre állt tőle.
A fődolomit aprózódása következtében, egy ferde hasadék mentén keletkezett. Réteglap mentén alakult ki. Leél-Őssy Sándor szerint hévizes tevékenység is létrehozhatta. Szenthe István szerint tisztán hévizes eredetű. Valószínűbb az aprózódásos eredet. Egyetlen teremből áll, amely bivakolásra alkalmas. Sokan látogatják az elhelyezkedése miatt. Utcai ruhában megtekinthető.
Előfordul a Gyopáros-barlang az irodalmában Edelweiss sziklaüreg (Kordos 1971), Gyopár-barlang (Dely, Mezei 1974), Gyopáros-barlang (Kordos 1984), Gyopáros barlang (Kordos 1971), Havasi-barlang (Dely, Mezei 1974), Havasi gyopár-barlang (Szablyár, Józsa 1966), Havasi Gyopár-sziklaüreg (Kordos 1984), Havasi Gyopár sziklaüreg (Kordos 1971), Nagykevélyi-kőfülke (Leél-Őssy 1958), Nagykevélyi kőfülke (Thuróczy 1964), Nagy-Kevélyi-kőfülke (Dénes 1967), Nagy-Kevélyi kőfülke (Kordos 1971), Szódás-barlang (Bertalan 1976) és Szódás barlang (Kordos 1971) neveken is. Az utolsó két nevet az alatta lévő út miatt kapta, mert annak a régi neve Szódás út volt, azon vitték fel a szódát a Kevély-nyergi turistaházhoz Pilisborosjenőről.

## Kutatástörténet
A Turisták Lapja 1937. évi évfolyamában lévő, Schőnviszky László által írt tanulmányban valószínűleg ez a barlang van említve barlangnév nélkül. Az említés szerint van a Nagy-Kevély déli oldalában egy barlang, amely még nincs átvizsgálva. Venkovits István 1943-ban felmérte a barlangot, majd a felmérés adatainak felhasználásával megszerkesztette, megrajzolta a barlang alaprajz térképét és két metszet térképét. A térképek 1:100 méretarányban mutatják be a barlangot. Az 1955-ben napvilágot látott, Pilis útikalauz című könyvben az olvasható, hogy a solymári falhoz vezető út mellett van egy kis barlang.
Az 1958. évi Földrajzi Értesítőben az van írva, hogy kb. 400 m tengerszint feletti magasságban helyezkedik el a Nagykevélyi-kőfülke. A kevély-nyergi turistaháztól Pilisborosjenőre vezető úttól kissé északra, 10–13 m-re, a messziről is jól látható sziklafal tövében van a bejárata. Dolomitban, egy ferdesíkú tektonikus hasadék mentén jött létre. Valószínűleg a dolomit erős aprózódása alakította ki, de az is elképzelhető, hogy hidrotermális eredetű. A kis kőfülke 2 m magas és kb. 4 m átmérőjű. A tanulmányhoz mellékelve lett egy térképvázlat, amely a Kevély-hegycsoportot mutatja be. A térképvázlaton megfigyelhető a Gyopáros-barlang földrajzi elhelyezkedése. A rajzon és a szövegben 11-es számmal van jelölve a barlang.
Az 1964-ben megjelent, Az országos kék-túra útvonala mentén című könyv szerint 10–13 méterre a Kevély-nyeregbe vezető út felett jobbra, nagy sziklacsoport alatt, a sziklacsoport túlsó szélén nyílik és hasadék mentén, dolomitban alakult ki. A Szabó József Geológiai Technikum Barlangkutató Csoportjának tagjai 1965-ben jártak benne. Kordos László, Somogyi Miklós és Lechner Ferenc 1967-ben felmérték a barlangot. A felmérés vesztett pontokkal, poligon mentén, függőkompasszal és fokívvel történt. Kordos László 1967-ben, a felmérés adatainak felhasználásával megszerkesztette, megrajzolta a barlang alaprajz térképét, hossz-szelvény térképét és két keresztmetszet térképét. A térképek 1:100 méretarányban mutatják be a barlangot. Az üreg a felmérés szerint 9 m hosszú és 3,2 m magas. A Szabó József Geológiai Technikum Barlangkutató Csoport 1967-es jelentésében az olvasható, hogy a csoport 1967-ben, poligon mentén, függőkompasszal és fokívvel felmérte a barlangot, amely az egyik munkahelyükön lévő karsztobjektum.

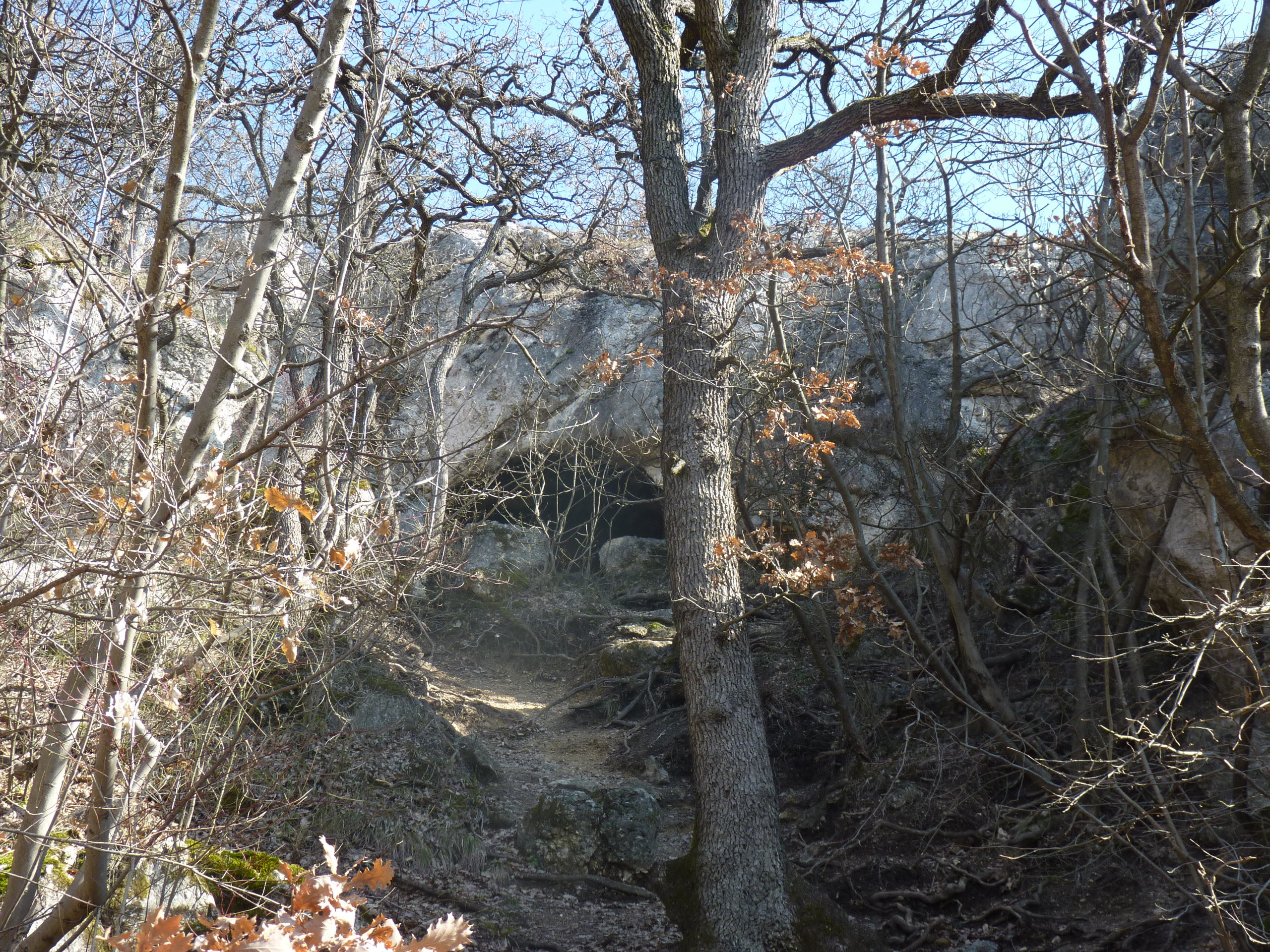
A Gyopáros-barlang bejárata az alatta lévő turistaútról fényképezve

Az 1967-ben kiadott, Pilis útikalauz című könyv szerint a kevély-nyergi turistaháztól Pilisborosjenőre vezető turistaúttól kissé északra, a messziről szembetűnő dolomit sziklafal tövében van a turistaútról is látható bejárata. 4 m hosszú, 2 m magas és egy ferde hasadék mentén jött létre a dolomit aprózódása miatt. A Szpeleológia Barlangkutató Csoport 1969-ben kezdett el méréseket végezni benne. Wehovszky Erzsébet, a Szpeleológia Barlangkutató Csoport tagja 1970. április 5-én végzett a barlangban vízelemzést.
A Szpeleológia Barlangkutató Csoport 1970. évi jelentésében részletes leírás található a barlangról és kutatástörténetéről. A jelentésben le van írva, hogy Gyopáros barlang a neve. Schőnviszky László az 1930-as években Szódás barlangnak nevezte, mert az alatta lévő úton vitték fel Pilisborosjenőről a szódavizet a kevély-nyergi turistaházhoz. A kevély-nyergi turistaházat Pilisborosjenővel összekötő sárga turistaút, a Szódás út mentén elhelyezkedő, szembetűnő sziklacsoport felső részén, kb. 400 m tengerszint feletti magasságban nyílik. A barlang egy teremből áll, 6 m hosszú, 4–6 m széles és 1,5–2,3 m magas. Kis gömbüstös betorkollás van a barlang bal oldalán.
A barlang felső triász fődolomitban keletkezett. A dolomit repedéseiben kalcitkristályok helyezkednek el. A kitöltés leginkább dolomitmurvából áll, ősmaradvány nem került elő. A bejárat 191/11 csapású repedés mentén jött létre. A barlang Leél-Őssy Sándor (1958) szerint elsősorban dolomitporlódásos keletkezésű, de hévizes tevékenység is kialakíthatta. Dénes György (1967) valószínűleg Leél-Őssy Sándor alapján szintén dolomitporlódással magyarázza eredetét. Szenthe István (1969) szerint hévizes keletkezésű. A porlódásos eredet valószínűbb.

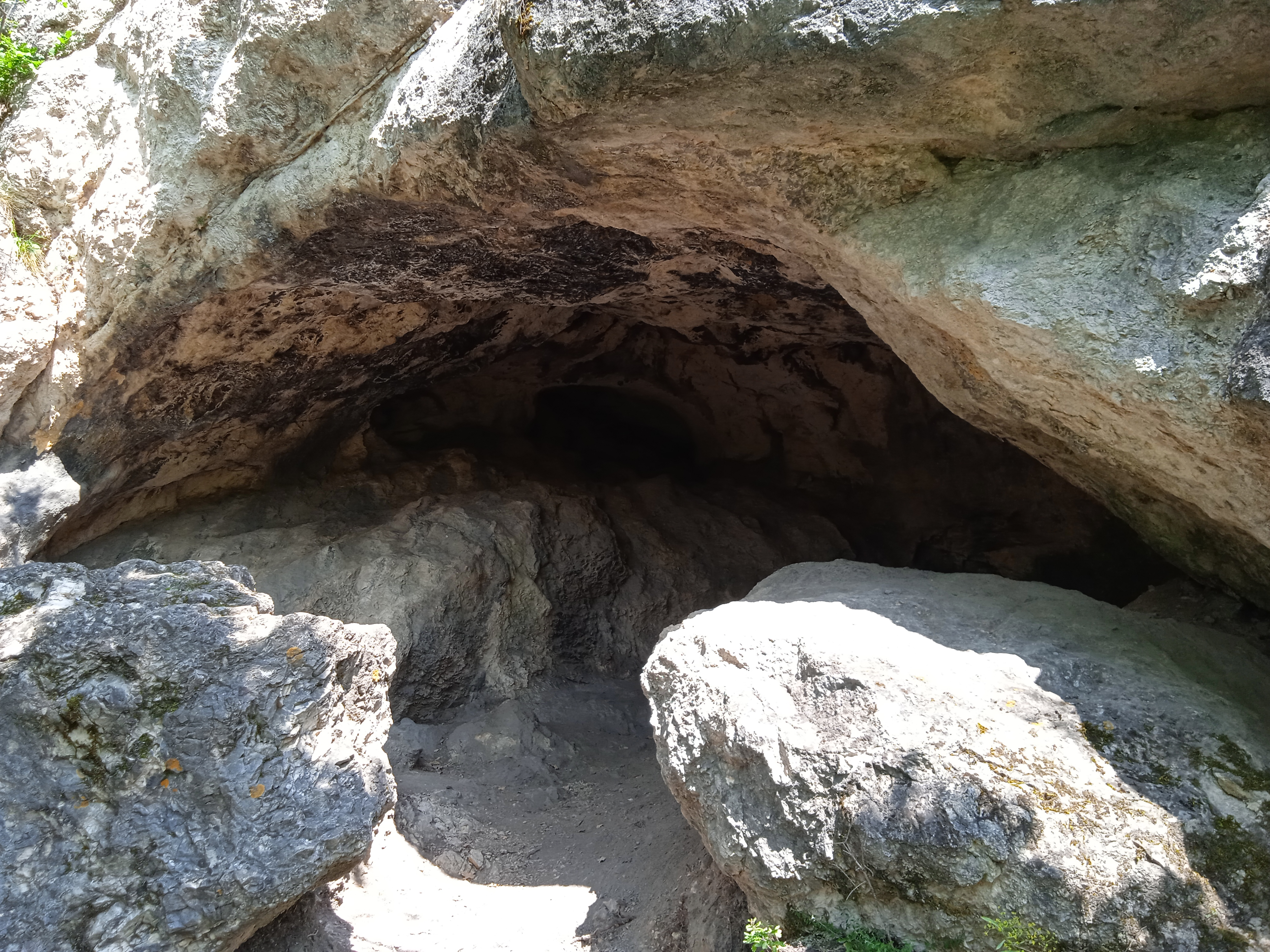
A Gyopáros-barlang bejárata 2021-ben

Állandó a csepegés a barlang hátsó részében. Olvadáskor, télen a terem sok pontján jégcsap fejlődik. 1967-ben és 1970-ben Assmann-féle aspirációs pszichrométerrel klimatológiai méréseket végzett benne Forgács Jenő, Nagy László, Kordos László és Wehovszky Erzsébet. A barlang felszerelés nélkül megtekinthető. Sok turista és kiránduló felkeresi a barlangot a könnyű megközelítés és a távolról is látható bejárata miatt. A jelentés mellékletébe bekerült a barlang 1943-ban készült alaprajz térképének Kordos László által rajzolt változata és a barlang 1967-ben rajzolt 4 térképe.
A csoport 1971-es jelentésében az olvasható, hogy a Kevély-csoport barlangjai közül két barlang alakult ki dolomitban. Ásványos kitöltésben, üledékekben és keletkezésüket tekintve különbözik a szilárd és a porló dolomit barlangja egymástól. Ez utalás a Gyopáros-barlangra. Az 1974-ben megjelent, Pilis útikalauz című könyvben, a Pilis hegység és a Visegrádi-hegység barlangjainak jegyzékében (19–20. old.) meg van említve, hogy a Pilis hegység és a Visegrádi-hegység barlangjai között van a Gyopár-barlang (Havasi-) és a Nagy-Kevélyi-kőfülke. A Pilis hegység barlangjait leíró rész szerint a Pilisborosjenőről a turistaházhoz vezető turistaúttól, az úgynevezett szódás úttól kissé É-ra, a messziről szembetűnő dolomit sziklafal alján van a Gyopár-barlangnak (Nagy-Kevélyi-kőfülke) a turistaútról is jól látható bejárata. A barlang 9 m hosszú és 3 m magas. Egy ferde hasadék mentén jött létre, valószínűleg a dolomit aprózódása miatt.
Az 1976-ban befejezett és Bertalan Károly által írt, Magyarország barlangleltára című kéziratban az olvasható, hogy a Pilis hegységben, a Kevély-csoportban, Pilisborosjenőn helyezkedik el a Gyopáros barlang, amelynek további nevei Szódás-barlang és Nagy-Kevélyi kőfülke. Pilisborosjenőt a Kevély-nyergi turistaházzal összekötő sárga turistajelzésű út (Szódás út) mellett, szembetűnő sziklacsoport felső részén van bejárata. A barlang 9 m hosszú és 3,2 m magas. Egy teremből áll, amelynek bal oldalán kis, gömbüstös betorkollás található. A kézirat barlangra vonatkozó része 2 irodalmi mű alapján lett írva.

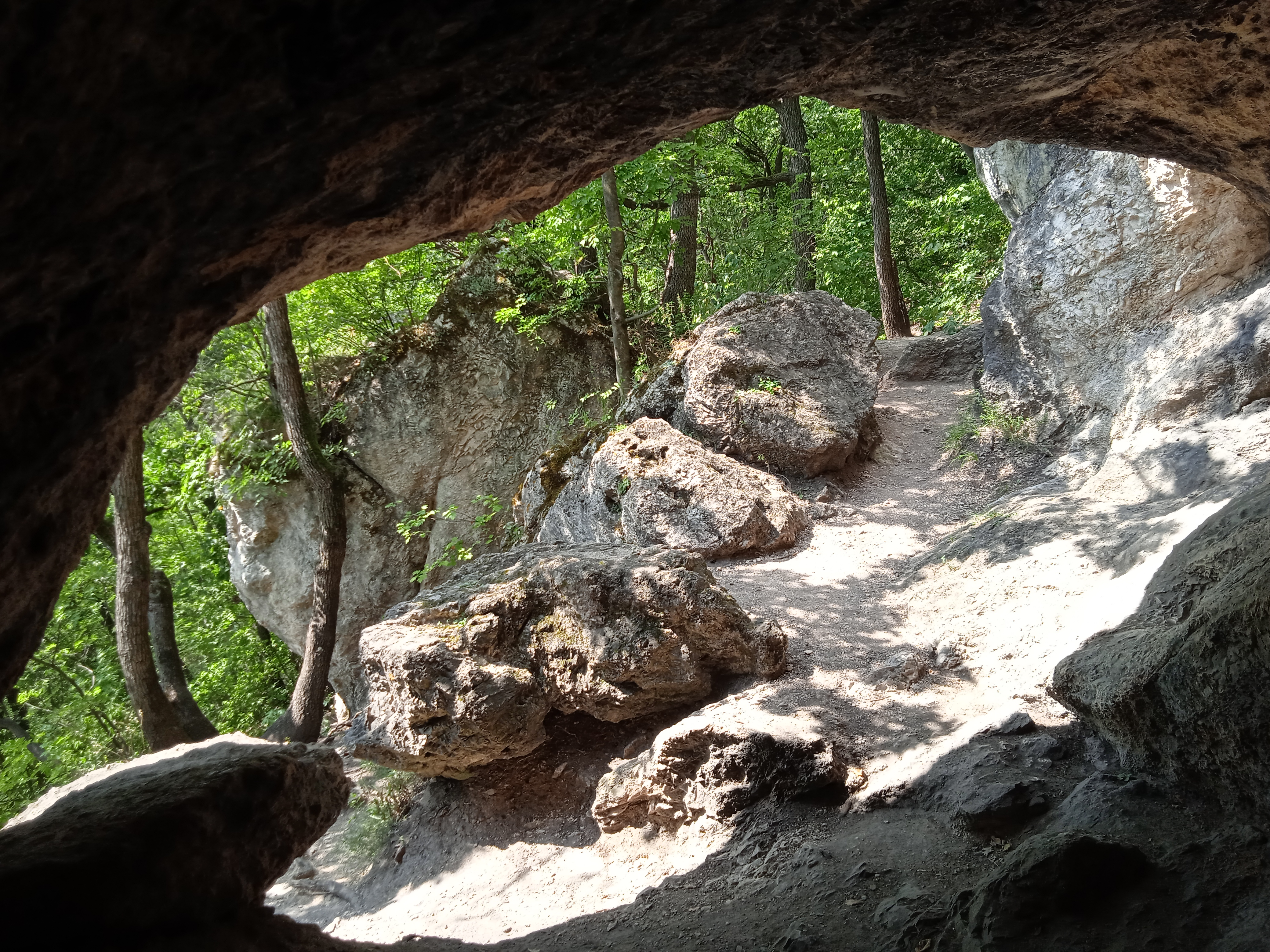
A Gyopáros-barlang bejárata és bejárat előtti része a barlang belsejéből kifelé fényképezve

Az 1975–1980. évi Karszt- és Barlangkutatásban publikált tanulmányban van egy térképvázlat, amelyen a Kevély-csoport vízkémiai szempontból vizsgált barlangjainak földrajzi elhelyezkedése látható. Az ábrán megfigyelhető a Szódás-barlang földrajzi elhelyezkedése. A tanulmányban szó van arról, hogy a 6 m hosszú és széles, felső triász dolomitban létrejött Szódás-barlangban (Havasi Gyopár-sziklaüreg) a mintavétel egyidőben, 1970. április 5-én történt a barlang hátsó részén a dolomitról csepegő vízből, valamint a bejárat feletti párkányon lévő jégcsapból. A dolomitban kialakult barlang vizének összes keménysége megegyezik a dachsteini mészkőben lévő barlangokból származó minták összes keménységével. Ennek megfelelően a víz magnézium-ion tartalma tízszerese, kalcium-ion tartalma fele a többi barlangi vízben mért értéknek. Az 1981. évi Karszt és Barlang 1–2. félévi számában nyilvánosságra lett hozva, hogy a Szódás-barlangnak 4820/7. a barlangkataszteri száma.
Az 1984-ben napvilágot látott, Magyarország barlangjai című könyv országos barlanglistájában szerepel a Pilis hegység barlangjai között a barlang Szódás-barlang néven Gyopáros-barlang, Havasi Gyopár-sziklaüreg és Nagy-Kevélyi-kőfülke névváltozatokkal. A listához kapcsolódóan látható a Dunazug-hegység barlangjainak földrajzi elhelyezkedését bemutató 1:500 000-es méretarányú térképen a barlang földrajzi elhelyezkedése. Kárpát József 1989 szeptemberében megrajzolta a barlang alaprajz térképét és keresztmetszet térképét. Az 1991-ben megjelent, A Pilis és a Visegrádi-hegység című könyvben meg van ismételve az 1974-es útikalauz barlangleírása. A Kárpát József által 1991-ben írt kéziratban meg van említve, hogy a Szódás-barlang (Pilisborosjenő) 8 m hosszú és 2 m mély. Az 1996. évi barlangnapi túrakalauzban meg van ismételve az 1991-es útikalauz barlangleírása. A KvVM Barlang- és Földtani Osztályon található még egy ismeretlen időpontban készült és ismeretlen szerzőjű térképlap, amelyen a barlang alaprajz térképe, hossz-szelvény térképe és keresztmetszete vannak ábrázolva. A térképek 1:100 méretarányban mutatják be a barlangot.

## További irodalom
- Szenthe István: Karsztjelenségek és képződményeik fejlődéstörténete a Nagy-Kevély környékén. Egyetemi szakdolgozat. Kézirat. Budapest, 1969.
- Venkovits István: Nagykevély környékének földtani vizsgálata. Kézirat, egyetemi szakdolgozat. Budapest, 1949.